# 樱花大战4 ～恋爱吧少女～
《樱花大战4 ～恋爱吧少女～》是一款由Red Company和Overworks制作、世嘉在Dreamcast首先发行的战略角色扮演游戏。于2002年3月21日在日本地区Dreamcast发行。本游戏是櫻花大戰系列的主系列第4作，也是系列在世嘉家用遊戲機推出的最後一作（世嘉最後一款第一方作品為2004年於日本推出的《魔法氣泡狂熱版》Dreamcast版本）。
本游戏的场景和第一、二作一样位于东京。
游戏后在Windows发行。具有官方中文版。